# جیم اینهاف
جیمز مانتین "جیم" اینهاف (به انگلیسی: James Mountain "Jim" Inhofe) (زادهٔ ۱۷ نوامبر ۱۹۳۴ – درگذشتهٔ ۹ ژوئیهٔ ۲۰۲۴) سناتور ایالت اکلاهما در سنای ایالات متحده آمریکا و از اعضای حزب جمهوریخواه بود که برای نخستین‌بار در ۱۷ نوامبر ۱۹۹۴ به‌عضویت این مجلس درآمد. اینهاف رئیس رتبهٔ کمیته محیط زیست و کارهای عمومی سنای ایالات متحده بود و پیشتر نیز از سال ۲۰۰۳ تا ۲۰۰۷ ریاست این کمیته را بر عهده داشت. او پیشتر نمایندگی حوزه انتخابیه اول اکلاهما در مجلس نمایندگان و شهرداری تولسا را بر عهده داشت.

## کمیته نیروهای مسلح
اینهاف، در دسامبر ۲۰۱۷ بدنبال کناره‌گیری جان مک کین از پست رئیس کمیته نیروهای مسلح مجلس سنای ایالات متحده، برای معالجه سرطان که بعداً منجر به مرگ وی گردید، در سمت رئیس کمیته نیروهای مسلح جایگزین مک کین شد. وی طی همین مدت در تصویب بودجه ۷۱۶ میلیارد دلاری برای مجوز دفاع ملی سال مالی ۲۰۱۹ در مجلس سنا نقش داشت.
در تاریخ ۶ دسامبر ۲۰۱۹، سناتور اینهاف گفت که او قصد دارد که در قانون بودجه دفاعی بعدی برای تقویت تصمیم ترامپ بخاطر بیرون کشیدن از توافق و اعمال مجدد تحریمهای سخت بر تهران ماده ای را وارد کند. وی اضافه کرد «ایران دارد صبر می‌کند تا توافقی را که جان کری در دولت اوباما انجام داد را مجدد ترمیم کنند، آنها همه مفروض گرفته‌اند که آقای ترامپ دیگر رئیس‌جمهور نخواهد بود بنابراین نفر بعدی مسیر وی را ادامه نمی‌دهند.»

## وظایف در کمیته

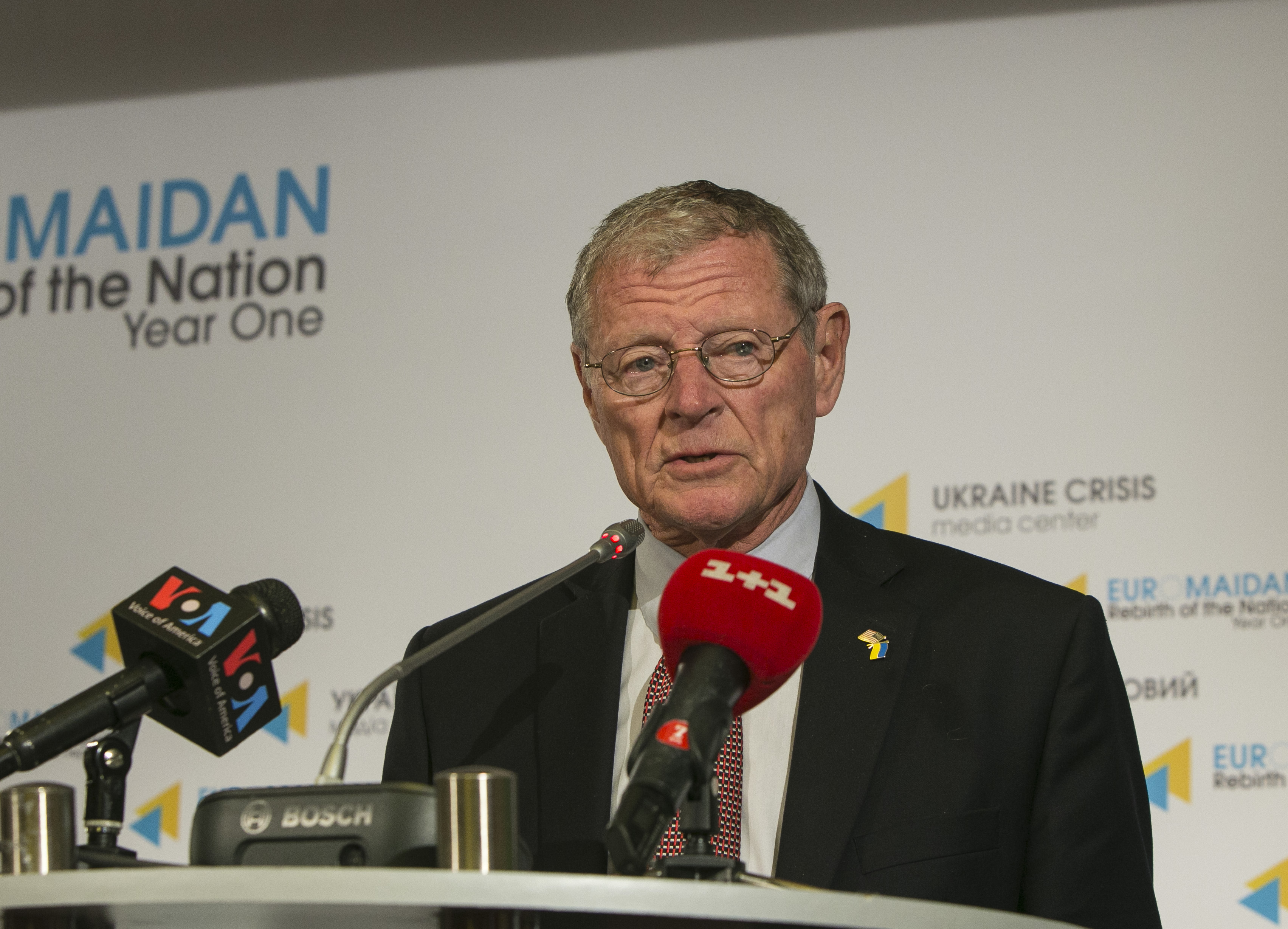
جیمز اینهاف در دیدار با مقامات کیف در اوکراین، ۲۷–۲۸ اکتبر، ۲۰۱۴

اینهاف, در صدو پانزدهمین کنگره آمریکا, عضو کمیته‌های زیر است:
- کمیته نیروهای مسلح مجلس سنای ایالات متحده 
  - کمیته فرماندهی نیروهای نظامی ارتش ایالات متحده در ایرلند
  - کمیته فرعی سرویس های خدماتی نیروهای  مسلح سنا برای آمادگی و مدیریت پشتیبانی
  - کمیته فرادستی نیروهای استراتژیک کمیته نیروهای مسلحانه مجلس سنا
- کمیته بازرگانی، علم و حمل و نقل مجلس سنای ایالات متحده
- کمیته محیط زیست و کارهای عمومی مجلس سنای ایالات متحده
- کمیته امور کوچک و کار آفرینی مجلس سنای ایالات متحده

## دیدگاه‌ها
اینهاف از محافظه کارترین اعضای هر دو مجلس کنگره است.
اینهاف، که رئیس سابق کمیته محیط زیست سنا بوده، باور ندارد فعالیت‌های انسانی باعث تغییر اقلیم زمین می‌شوند. اینهاف معتقد است که تغییران اقلیمی ناشی از انسان فریب‌آمیز است و ممکن نیست زیرا «خدا آن بالاست» و این که مردم باور کنند بشر می‌تواند «آنچه را او در اقلیم انجام می‌دهد تغییر دهند» بی شرفانه و گستاخانه است.